# Amado del Pino
Amado del Pino (Tamarindo, Camagüey, 25 de febrero de 1960 — Madrid, 22 de enero de 2017) fue un dramaturgo, ensayista, crítico teatral, actor y periodista cubano.

## Biografía
Se graduó de la primera promoción del Instituto Superior de Arte de La Habana en la especialidad de Teatrología y Dramaturgia en 1982. En los años iniciales de su vida profesional se desempeñó como asesor teatral en el Conjunto Dramático de Camagüey, Teatro de Arte Popular y otros colectivos. 
Desde 1983 desarrolló una sostenida labor de crítica teatral. Sus reseñas aparecieron en diarios y revistas culturales cubanas e iberoamericanas. Su columna semanal “Acotaciones” lo mantuvo reseñando la actualidad teatral cubana entre 1999 y 2006 en el principal diario del país.
Tras la publicación y el estreno de su obra Tren hacia la dicha —considerada entre los títulos más representativos de la escena cubana en la década de los ochenta— se abrió un intenso paréntesis de escritura teatral en su carrera. Por esos años, se desempeñó como actor en la ya clásica película cubana Clandestinos (recibió el Premio de Actuación Secundaria de la Unión de Escritores y Artistas de Cuba) y en otros papeles en la televisión nacional. También escribió guiones para documentales y series televisivas.
Su regreso a la dramaturgia, en la arrancada del siglo XXI, le valió el Premio de la primera edición del Concurso de Dramaturgia Virgilio Piñera, por su obra El zapato sucio. A partir de 2002 y durante casi una década se convirtió en uno de los autores vivos más representados en la escena cubana. 
Al mismo tiempo, incursionó también en el ensayo y ganó la convocatoria inicial del Premio Rine Leal por su libro Sueños del mago. A este género regresó, pocos años antes de su muerte, con la publicación por la editorial Verbum de Madrid de Teatralidad y cultura popular en Virgilio Piñera (2013).
Desde 2006 residió en España, hasta su fallecimiento. Investigó sobre la figura del gran poeta Miguel Hernández y escribió la obra teatral Reino dividido, estrenada en Cuba y presentada en seis ciudades españolas, a cargo de Carlos Celdrán y su Argos Teatro. También publicó sobre este tema la monografía —en colaboración con Tania Cordero— Los amigos cubanos de Miguel Hernández.
En su etapa española impartió conferencias y talleres en la Universidad de Alicante y en la Universidad Internacional Menéndez Pelayo. Previamente, también se adentró en la docencia en el Instituto Superior de Arte de La Habana y la Universidad de Puerto Rico. 
Su obra Cuatro menos recibió en 2008 el Premio Carlos Arniches de la Muestra de Autores Contemporáneos Españoles, uno de los más prestigiosos de la lengua.
Los textos de Amado del Pino combinan la indagación social, el realismo, la poesía y las búsquedas estructurales, consiguiendo aunar calidad literaria y eficacia teatral. Su dramaturgia ha sido traducida al portugués, italiano y griego, y antologada en Cuba, Argentina, México, República Dominicana, Brasil y Puerto Rico. En 2012 Penumbra en el noveno cuarto fue llevada al cine.
Falleció en Madrid, el 22 de enero de 2017, con 56 años de edad. 

## Obras estrenadas y publicadas
- 2014 Triángulo vital. Antología. Ediciones Unión, La Habana Cuba.
- 2012 Tren hacia la dicha en Antología didáctica del teatro latinoamericano contemporáneo. Universidad Nacional Autónoma de México.
- 2011 Reino dividido. Ediciones Memoria. Centro Pablo de la Torriente Brau, La Habana, Cuba.
- 2009 Cuatro menos. Colección Premio Arniches. Muestra de Autores Españoles Contemporáneos. Ayuntamiento de Alicante, España.
- 2006 Teatro de Amado del Pino. Antología. Editorial Letras Cubanas, La Habana, Cuba.
- 2005 El zapato sucio, en antología Nueva Dramaturgia Latinoamericana, editada por el Instituto Nacional de Teatro, Buenos Aires, Argentina.
- 2004 Penumbra en el noveno cuarto. Ediciones Unión, La Habana, Cuba.
- 2002 El zapato sucio. Ediciones Alarcos, La Habana, Cuba.
- 1995 Tren hacia la dicha, en antología Morir del texto. Editorial Letras Cubanas, La Habana, Cuba.
- 1995 Tren hacia la dicha. Colección Pinos Nuevos. Editorial Letras Cubanas, La Habana, Cuba.

## Ensayos
- 2013 Teatralidad y cultura popular en Virgilio Piñera. Ediciones Verbum, Madrid, España.
- 2004 Sueños del mago. Ediciones Alarcos, La Habana, Cuba.
- 1992 "El grotesco sobre el hombro del melodrama", prólogo a El premio flaco de Héctor Quintero, en Teatro Cubano Contemporáneo. Fondo de Cultura Económica, Madrid, España.

## Audiovisuales
- 2012 Penumbras (versión al cine de Penumbra en el noveno cuarto). Filme. Dir.: Charlie Medina. ICAIC, RTV Comercial y Televisión Cubana.
- 2001 Entre la espada y la pared (actor). Teleplay. Dir.: Armando Arencibia. Televisión Cubana.
- 1997 Si me pudieras querer (coguionista). Telenovela. Dir.: Rafael González. Televisión Cubana.
- 1995 Melodrama (actor). Filme. Dir.: Rolando Díaz. ICAIC.
- 1994 Guantanamera (actor). Filme. Dir.: Tomás Gutiérrez Alea. ICAIC y Tornasol Films.
- 1988 Tren hacia la dicha (versión al cine de obra homónima). Teleteatro. Dir.: Silvano Suárez. Televisión Cubana.
- 1988 Tren hacia la dicha (versión radial de obra homónima). Radioteatro en emisoras Radio Progreso y CMHW.
- 1988 El unicornio (coguionista). Cortometraje. Dir.: Enrique Colina. ICAIC.
- 1986 Clandestinos (actor). Filme. Dir.: Fernando Pérez. ICAIC.

## Premios y reconocimientos
- 2008 Premio Arniches de Teatro por Cuatro menos. XVI Muestra de Autores Contemporáneos Españoles.
- 2008 Premio del Concurso Internacional de Periodismo de la Fundación Cultural Miguel Hernández.
- 2005 Accésit en el Concurso de Dramaturgia de la Embajada de España en Cuba por En falso.
- 2005 Distinción por la Cultura Nacional del Ministerio de Cultura.
- 2003 Premio UNEAC de Teatro José Antonio Ramos por Penumbra en el noveno cuarto.
- 2003 Premio Anual de la Crítica Literaria a los diez mejores libros publicados en el año por El zapato sucio. Ministerio de Cultura.
- 2003 Premio de Teatrología Rine Leal por el libro de ensayos Sueños del mago. Estudios de dramaturgia cubana contemporánea, otorgado por el Ministerio de Cultura.
- 2002 Premio de Dramaturgia Virgilio Piñera por El zapato sucio. Ministerio de Cultura.
- 2000 Premio de Periodismo Cultural José Antonio Fernández de Castro por la obra de toda la vida. Ministerio de Cultura.
- 2000 Placa Avellaneda por su labor como crítico teatral. Ministerio de Cultura.
- 1995 Premio Razón de Ser de la Fundación Alejo Carpentier por su proyecto de libro Las noches de Virgilio Piñera en el teatro cubano.
- 1987 Premio de Actuación de la UNEAC por su desempeño en Clandestinos.